# Provinz Darién
Der Darién ist eine Provinz Panamas im Grenzgebiet zu Kolumbien. Ihre Hauptstadt ist La Palma. Im Jahr 2023 hatte sie 54.235 Einwohner auf einer Fläche von 12.042,7 km².

## Geografie
Darién erstreckt sich vom Golf von Darién oder Urabá des Karibischen Meers bis zum Golf von San Miguel des Stillen Ozeans und ist ein dicht bewaldetes, regenreiches Hügelland, welches nirgends die Höhe von 800 m übersteigt.
Vom unteren Atrato aus führt ein nur 142 m hoher Pass zum oberen Tuira, einem 270 km langen Zufluss des Golfs von San Miguel, der 170 km weit schiffbar ist.
Das Land ist goldreich.
In den letzten Jahrzehnten ist die Artenvielfalt der Urwälder des Darién  (u. a. Darién-Nationalpark), deren einziger größerer Transportweg die Panamericana bis Yaviza ist, zunehmend durch sich legal und illegal niederlassende Neusiedler bedroht, die durch Brandrodung Felder und Weiden für die Land- und Viehwirtschaft anlegen. Besonders die zunehmende illegale Besiedlung des Darién-Nationalparks durch Flüchtlinge aus Kolumbien und andere illegale Neusiedler gefährdet das Ökosystem. Auch die nicht zum Nationalpark gehörenden Gebiete der Region, insbesondere diejenigen längs der Panamericana, sind durch Brandrodung und ungeplante Ausbreitung der Land- und Weidewirtschaft gekennzeichnet.
Die Provinz Darién ist ihrerseits wiederum in drei Bezirke (distritos) unterteilt:
- Chepigana (mit der Hauptstadt La Palma)
- Pinogana (mit der Hauptstadt El Real de Santa María)
- Santa Fe (mit der Hauptstadt Santa Fe)

## Bevölkerung
In der dünn bevölkerten Gegend, insbesondere im direkten Grenzgebiet zwischen Panama und Kolumbien, leben heute indigene Völker, insbesondere Kuna und Chocó. Sie leben weitgehend entsprechend ihren Traditionen und leben relativ isoliert in den tropischen Wäldern.

## Geschichte
Um das Jahr 1500 wurde die Küste des mittelamerikanischen Festlands von Rodrigo de Bastidas erforscht; in seiner Begleitung befand sich auch der Abenteurer Vasco Núñez de Balboa. Im Jahr 1508 entschloss sich die spanische Krone, den damals bekannten Festlandsstreifen vom heutigen Honduras bis zum Cabo de la Vela in Kolumbien zu kolonisieren. Núñez de Balboa stieß im Jahr 1510 auf abenteuerlichen Wegen zu den Kolonisatoren, wobei ihm das bei seiner ersten Reise gewonnene Wissen bzw. dessen Ausschmückung so sehr zunutze kam, dass er von den Schiffsmannschaften zum Expeditionsleiter und Generalkapitän ernannt wurde. Er erwähnte unter anderem einen Ort namens Darién, dessen Einwohner freundlich gesinnt seien; dort angekommen gründete er die Siedlung Santa María la Antigua del Darién und wurde vom spanischen König zum Gouverneur der Region ernannt. Drei Jahre später machte er sich mit einer Begleitmannschaft von 190 Personen nach Westen auf, durchquerte den Urwald und erblickte schließlich als erster Europäer am 25. September 1513 den Pazifischen Ozean. Wegen des feuchtheißen und nur schwer erträglichen tropischen Klimas, des beständig grassierenden Fiebers, der anhaltenden Auseinandersetzungen mit Indianern und britischen Piraten nahm die Entwicklung der mittelamerikanischen Kolonien jedoch keine positive Entwicklung. Im Jahr 1870 zählte die Provinz insgesamt nur 9594 Einwohner und auch heute ist das Gebiet mit Ausnahme des Nordens weiterhin nur dünn besiedelt.
Im Jahr 1698 versuchte die Company of Scotland in dem Gebiet eine Kolonie zu gründen, was jedoch aufgrund unzureichender Vorbereitung, widriger Umstände, der ausbleibenden Unterstützung durch englische Kolonien und des Widerstandes der Spanier misslang. Die finanziellen Konsequenzen dieses Fehlschlages für den schottischen Staat werden als ein Hauptgrund für die Vereinigung der Königreiche von England und Schottland und damit der Gründung des Königreiches Großbritannien angesehen.

## Tapón del Darién
Der Darién ist die letzte Lücke im sogenannten Panamericana-Fernstraßennetzwerk zwischen Nord- und Südamerika. Zwischen der Ortschaft Yaviza in Panama und dem kolumbianischen Turbo gibt es keine Straße, nur unbefestigte Erdwege, die oft wegen Überschwemmung kaum passierbar sind. Diese Lücke wird Tapón del Darién genannt (spanisch für „Darien-Stöpsel“, auch unter dem englischen Namen Darien Gap bekannt). Die Strecke ist ein Klassiker unter Abenteuertouristen, da sie nur zu Fuß oder per offroadfähigem Motorrad bewältigt werden kann.
Schon seit längerer Zeit wird geplant, diese Lücke zu schließen. Es gibt aber abgesehen von der unsicheren Finanzierung mehrere Hindernisse bei diesem Vorhaben: Zum einen gibt es in dem Gebiet eine verstärkte Guerilla-Aktivität, zum anderen wünschen Naturschützer die Straße zu verhindern, um die verbliebenen unberührten Regenwaldgebiete der Region zu schützen.